# Чикимула (департамент)
Чикиму́ла (исп. Chiquimula) — один из 22 департаментов Гватемалы. Административный центр — город Чикимула. Граничит на севере с департаментом Сакапа, на западе с департаментом Халапа, на юго-западе с департаментом Хутьяпа, на юге с Сальвадором, на востоке с Гондурасом.

## Муниципалитеты
В административном отношении департамент подразделяется на 11 муниципалитетов:
- Чикимула
- Камотан
- Консепсьон-Лас-Минас
- Эскипулас
- Ипала
- Хокотан
- Олопа
- Кесальтепеке
- Сан-Хосе-Ла-Арада
- Сан-Хуан-Эрмита
- Сан-Хасинто